# Línia Sant Feliu de Guíxols - Girona
La línia Sant Feliu de Guíxols - Girona era una línia de ferrocarril que unia les ciutats de Sant Feliu de Guíxols i Girona des de la seva inauguració el 29 de juny de 1892 fins que fou clausurat el 10 d'abril de 1969. El ferrocarril va ser construït per la Companyia del Ferrocarril de Sant Feliu de Guíxols a Girona. Des de l'any 2000 és una via verda apta per a vianants i bicicletes, anomenada ruta del Carrilet II, del Consorci Vies Verdes de Girona.
La línia tenia dues estacions principals que anomenaven de primera categoria, la de Sant Feliu de Guíxols (capçalera) i la de Girona que compartia amb la línia de via ampla MZA, dues de segona categoria a Cassà de la Selva i Llagostera, tres de tercera categoria a Quart, Santa Cristina d'Aro i Castell d'Aro i els baixadors de La Creueta (Quart), Llambilles i La Font Picant. Hi havia tres punts de parada sense cap andana que donaven servei a S'Agaró i als barris d'Esclet i Llebrers. Els últims anys, amb el boom de la platja es va crear un baixador a S'Agaró.
El carrilet tenia gran quantitat de rampes que no arribaven a les 19 mil·lèsimes. I en la rampa de baixada cap a Sant Feliu sortia la prolongació fins al port de Sant Feliu de Guíxols, d'ús exclusiu per a mercaderies, que entrà en servei el 1924.
Era d'ample de 750 mm., fet que va provocar moltes crítiques a la regió a partir del 1888, però van prevaldre els motius tècnics. És per això que la línia no té túnels i només 4 ponts metàl·lics i un de maçoneria, però a canvi tenia 82 corbes, algunes de radi inferior a 80 metres, el que feia un 36% de la longitud total de la línia que era de 39,1 km.

## Història

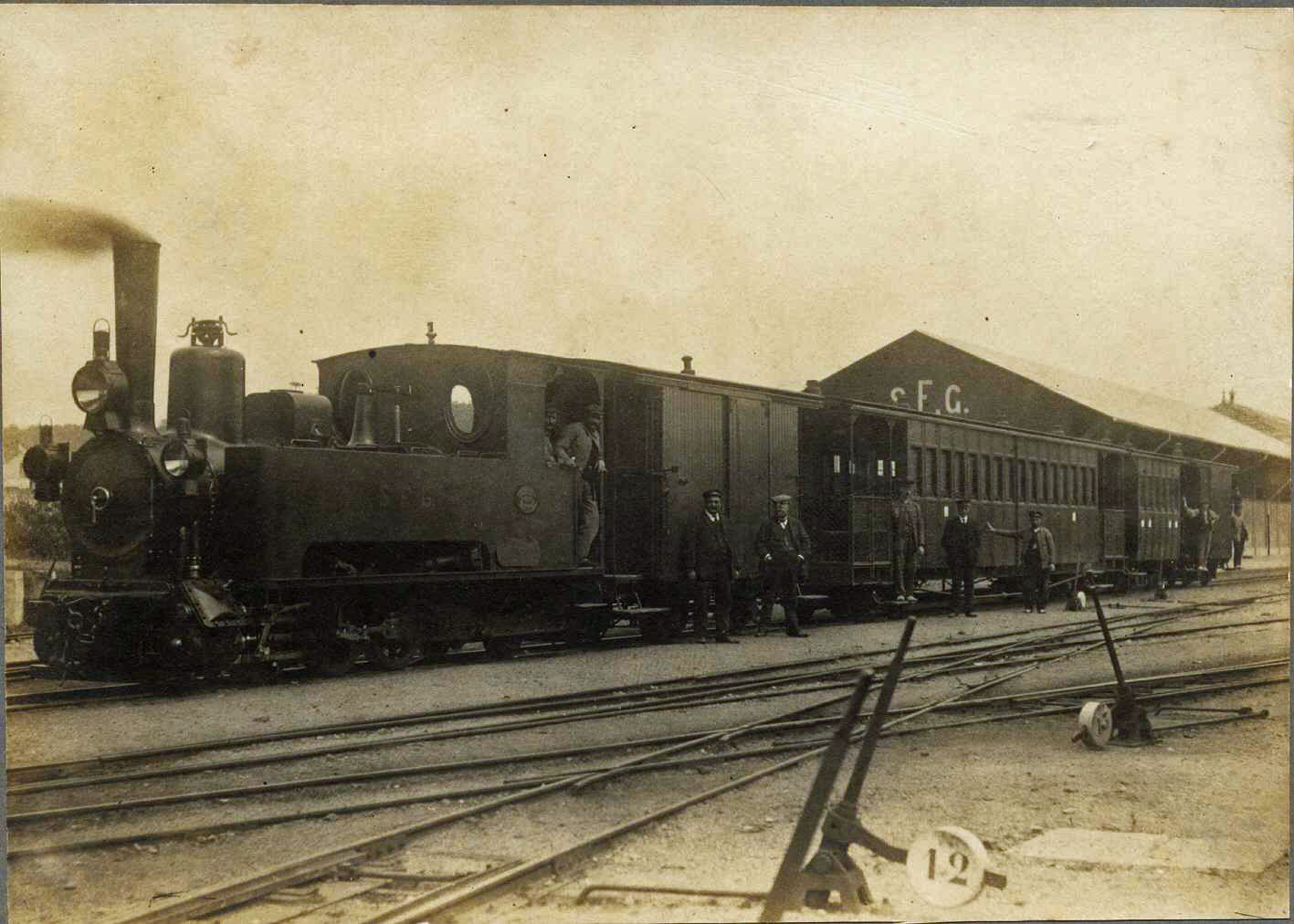
Cap al 1900 tren posant amb el empleats a la sortida de l'estació de Sant Feliu

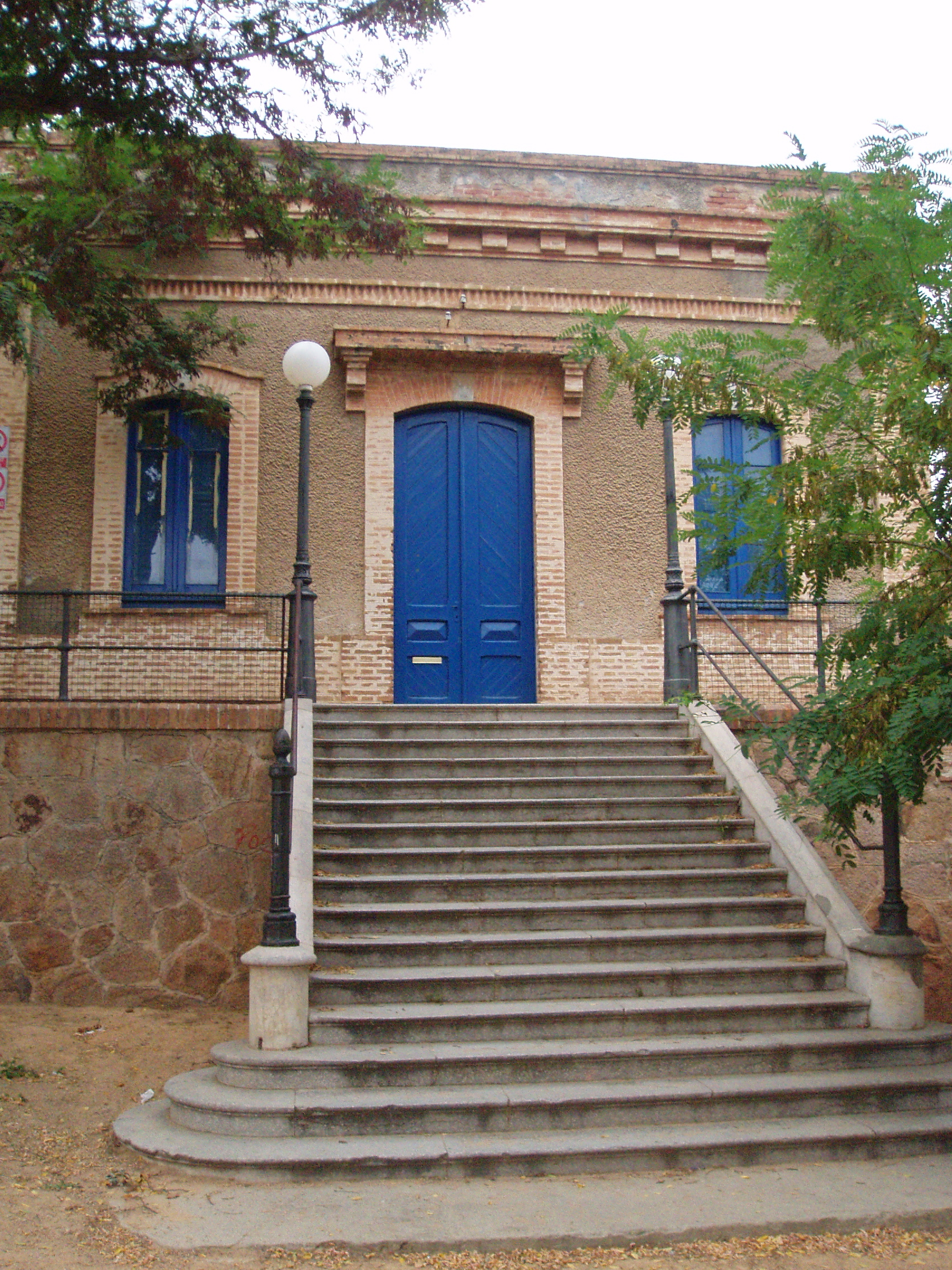
L'antiga estació de Sant Feliu de Guíxols, actualment reconvertida en escola

### Concessió
El 4 de maig de 1888, Joan Cases i Arxer obtingué la concessió de la línia de ferrocarril de Sant Feliu de Guíxols a Girona, i es creà el 15 d'abril de 1889 la Companyia del Ferrocarril de Sant Feliu de Guíxols a Girona. Joan Cases, juntament amb Enric Heriz var ser els impulsors, tant en l'àmbit econòmic com d'enginyeria, de la proposta de línia de ferrocarril. Van rebre el suport de la gran majoria d'empresaris, majoritàriament surers, que veien en el tren la millor opció per expandir-se. La iniciativa també va comptar amb la participació popular mitjançant la compra d'accions de la companyia. Va ser considerada d'utilitat pública però mai va rebre cap subvenció de l'Estat.
La línia fou inaugurada el 29 de juny de 1892. En aquells anys el parc mòbil era de 4 locomotores de vapor del tipus 0-3-1 fabricades a Alemanya per la companyia Lokomotivfabrik Krauss & Cie A.G., 15 cotxes de viatgers de 2 eixos amb caixa de fusta, 4 furgons també de dos eixos i 6 cotxes de bogies, 8 vagons tancats, 10 plataformes, 4 vagons de vores baixes, 8 de vores altes i bogies i 1 vagó grua amb ploma. Tots van ser fabricats també a Alemanya per l'empresa Maschinenbau-AG de Nuremberg, part dels quals va arribar el 1895 degut a un tractat amb Alemanya. La resta de material es va demanar cap al 1904, i constava d'una locomotora, 2 furgons i 15 vagons. Per encabir tot se'n va edificar el dipòsit de locomotores de Sant Feliu. Aquest any es va construir també el port de Sant Feliu.
El 16 de novembre de 1908 van haver-hi uns forts aiguats que van fer malbé tota la línia, especialment als ponts. A partir del 1915, degut al trànsit creixent amb el port de Sant Feliu i el 1918 s'adquireixen 13 nous vagons plataforma per mercaderies. Per això es va demanar fer un ramal al Port de Sant Feliu que va ser autoritzat l'agost d'aquell any, i acabat el 1924.
En els anys vint del segle passat es va fer una nova inversió en material, que consistia en dues locomotores més grans, de rodatge 0-4-1 i 17 vagons de bogis. Mentre les locomotores no van donar un bon servei, el pas dels cotxes i vagons d'eixos a bogis va ser molt profitós. D'aquesta manera, cap al 1927 es va arribar a obtenir el màxim trànsit de mercaderies amb 52.114 tones.

### Declivi
A la guerra civil el tren va funcionar amb tota normalitat perquè va passar a dependre del Comitè regional de ferrocarrils. Al final de la guerra els republicans van volar el pont sobre la riera Verneda i van deixar la línia tallada per la meitat, fins que es va enllestir el nou pont el 1940. Després de la guerra l'empresa va tenir problemes de liquiditat. Aquest fet, adjuntat al progressiu augment del trànsit, sobretot de viatgers, que arribà a 508.306 el 1946, va fer incorporar una locomotora que havia estat del Tramvia del Baix Empordà i que es trobava al ferrocarril de Valdepeñas a Puertollano. Aquesta va ser l'única incursió Motor Diesel en un món dominat per la tracció vapor al Tren de Sant Feliu.
El 1947 es sol·licita una subvenció a l'Estat. Però no va ser fins al 21 d'abril de 1949 que l'Estat promulga una llei d'ajuda als ferrocarrils de via estreta, i s'escomet un pla de modernització en el que hi contava una estació compartida amb la Companyia del Ferrocarril d'Olot a Girona. A pesar d'això el trànsit pel ferrocarril decreix en favor de la carretera, el que fa que el 1951 es demani una nova subvenció, i el 1953 es lloguin les dues locomotores més modernes 11 i 12 a una fàbrica de Mieres, que posteriorment les va comprar el 1957. Entretant, es tancava definitivament el Tramvia del Baix Empordà, que anava de Palamós a Girona.

### Feve i clausura
El 1963 la companyia passà a dependre dels Ferrocarrils de Via Estreta. Durant aquest període van arribar dues locomotores molt semblants a les que tenia en funcionament, que van ser fabricades per Krauss pel Ferrocarril d'Onda al Grao de Castelló (van quedar-se amb els seus números d'origen 5 i 7, tot i que el número 5 estava repetit) que no van tenir gaire acceptació pel complicat sistema Compound de vapor reescalfat que feia difícil la seva conducció i manteniment i cotxes de viatgers que tenien la particularitat de tenir una porta centrada al ben mig del vagó, i tenien una disposició de seients del tipus tramvia.
El ferrocarril, considerat poc rendible, fou clausurat el 10 d'abril de 1969.
Però malgrat tot la gent de Sant Feliu no perdia l'esperança de tornar a obrir el tren i el material va quedar emmagatzemat durant molt de temps, arribant fins als nostres dies totes les locomotores que van acabar el servei i alguns furgons i cotxes de viatgers de la primera època. Només la locomotora número 3, que s'estava en una gran reparació fora de Sant Feliu no es va poder recuperar i es va perdre. Però fins i tot, tota la documentació del Ferrocarril va ser salvada de l'oblit i resta a disposició dels estudiosos a l'Arxiu de Sant Feliu de Guíxols

## Material preservat

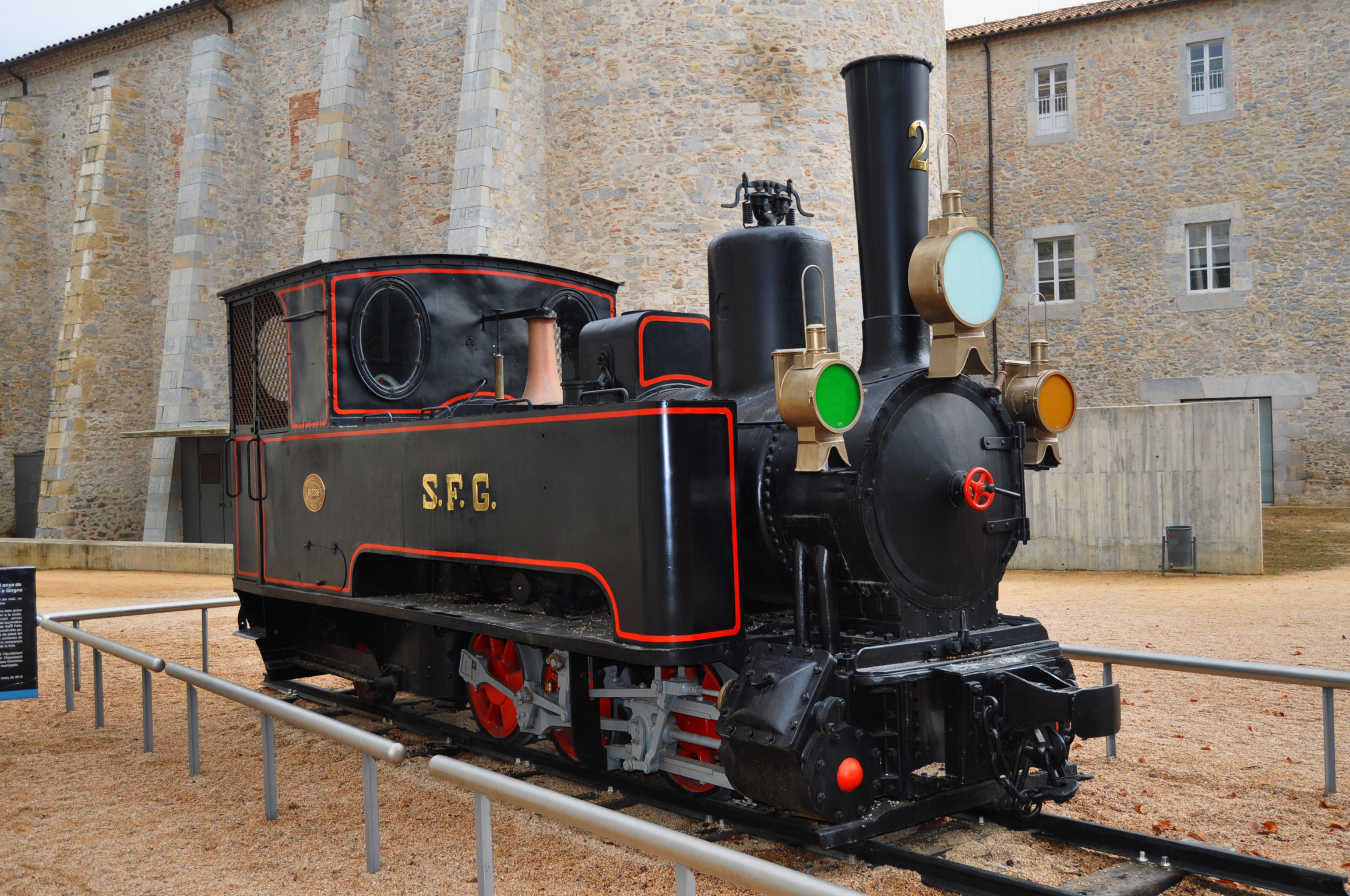
Locomotora SFG 2, quan era exposada a la plaça de l'Hospital de Girona

Com que el material no va estar mai a disposició de FEVE s'han preservat 6 locomotores de vapor i una locomotora dièsel de línia i alguns cotxes d'eixos. A més gairebé totes les estacions han estat preservades pels respectius ajuntaments, inclús el Consorci de les Vies verdes de Girona ha preservat el recorregut com ruta del Carrilet II.
Les locomotores de vapor van ser construïdes a Alemanya per la firma Lokomotivfabrik Krauss&Cie A.G. de Múnic entre 1889 i 1905, són del tipus 0-3-1 T amb bisell posterior i van donar molt bon resultat encara que només tenien una potència de 157 HP.
La locomotora dièsel de tres eixos motors va ser fabricada pel tramvia del Baix Empordà (Palamós-Girona), després va ser traslladada al Ferrocarril de Valdepeñas a Puertollano, d'on va tornar al tren de Sant Feliu. La seva potència va ser de 90 i 130 HP. Encara que era potent va fer només maniobres a Cassà de la Selva i Llagostera fins que va trencar la transmissió.
Actualment resten preservades:
- Les locomotores 1 i 4 a Sant Feliu de Guíxols, exposada la número 1 al Museu de les Vies Verdes (Port de Sant Feliu).
- La locomotora 2 a Girona, actualment al magatzem de les brigades de l'Ajuntament de Girona[11]
- La locomotora 5 a Castell d'Aro en el parc de l'antiga estació i circuit del Trenet de la Vall d'Aro.
- La locomotora 6 a Cassà de la Selva, en casa d'un particular, però visible des del carrer.
- La locomotora 7 del OG a l'estació de Fornells de la Selva, juntament amb un vagón del carrilet Olot-Girona.
- La locomotora dièsel 20 a Sant Feliu de Guíxols, no exposada i per restauració.

La majoria de vagons preservats pertanyen a la primera època, perquè tenien la carrosseria de fusta. Hi ha vagons restaurats acompanyant les locomotores a Cassà de la Selva i Sant Feliu de Guíxols. La resta del material motor i mòbil s'ha perdut per desballestament.